# Tree That Owns Itself

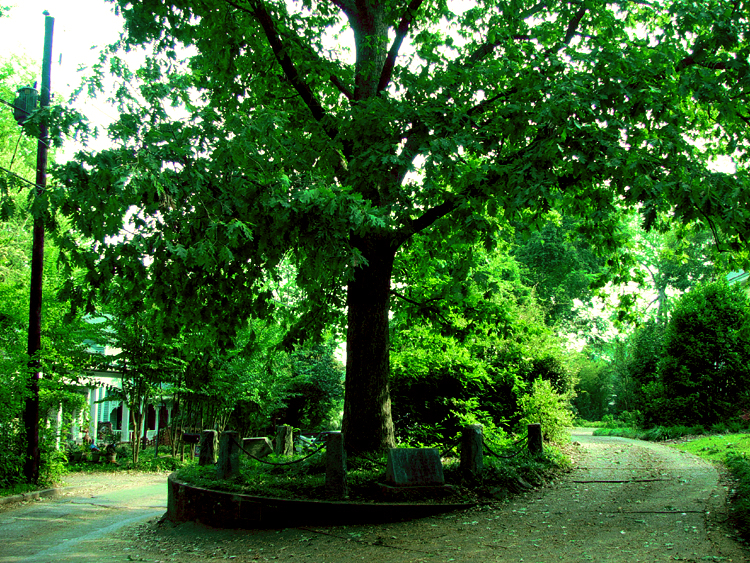
Le « fils de l'arbre qui se possède lui-même » en 2005.

Le Tree That Owns Itself, en français « l'arbre qui se possède lui-même », est un chêne blanc d'Amérique qui aurait la propriété légale de lui-même et des terres qui l'entourent à environ 2,4 mètres de sa base. L'arbre, aussi appelé Jackson Oak (le « chêne de Jackson »), se trouve à l'angle des rues South Finley et Dearing à Athens (Géorgie). L'arbre original est tombé en 1942, cependant, un plant fut réalisé à partir de l'un de ses glands et planté au même endroit. L'arbre actuel est parfois nommé Son of the Tree That Owns Itself, c'est-à-dire le « fils de l'arbre qui se possède lui-même ». Les deux arbres sont souvent apparus dans des publications nationales et le lieu est un parc régional.

## Sources
- (en) Cet article est partiellement ou en totalité issu de l’article de Wikipédia en anglais intitulé « Tree That Owns Itself » (voir la liste des auteurs).

## Compléments